# EMD GP9
La EMD GP9 es una locomotora diésel-eléctrica de 4 ejes fabricada por General Motors Electro-Motive Division en Estados Unidos, y por General Motors Diesel en Canadá, entre enero de 1954 y agosto de 1963. La producción en Estados Unidos finalizó en diciembre de 1959, mientras que se construyeron en Canadá otras trece, finalizando en agosto de 1963. La potencia era provista por un motor de 16 cilindros EMD 567C, el cual producía 1,3 MW (1750 hp). Este tipo de locomotora era ofrecida con y sin cabina de conducción; las unidades sin cabina eran denominadas GP9B. Todas las locomotoras GP9B fueron construidas en Estados Unidos entre febrero de 1954 y diciembre de 1959.

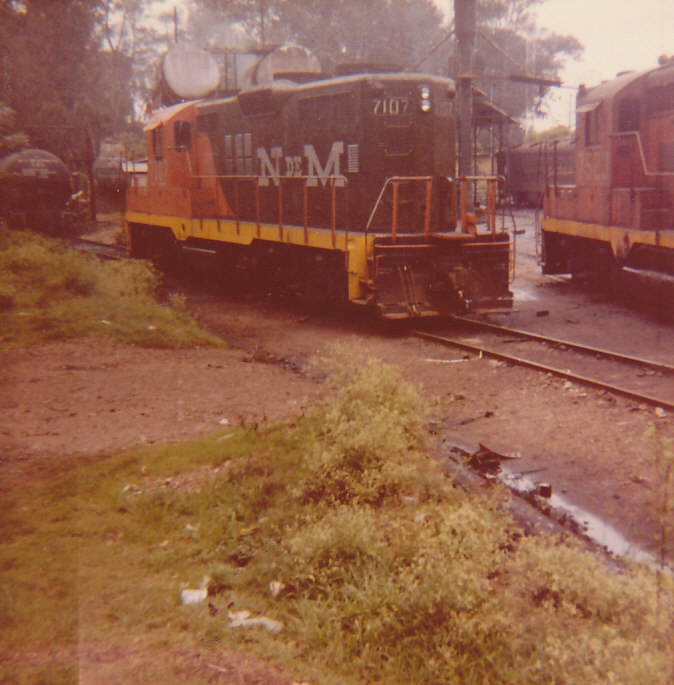
Una EMD GP9 de los Ferrocarriles Nacionales de México (también conocido como N de M) en la estación Uruapan

## Producción
Un total de 3.444 unidades de este modelo fueron producidas para los ferrocarriles estadounidenses, más 646 para los ferrocarriles canadienses y 10 para los ferrocarriles mexicanos. Cinco unidades fueron construidas para un ferrocarril en Brasil, cuatro unidades para un ferrocarril en Perú y seis unidades para un ferrocarril en Venezuela. De las GP9B, 165 ejemplares fueron para ferrocarriles estadounidenses.

## Reconstrucciones

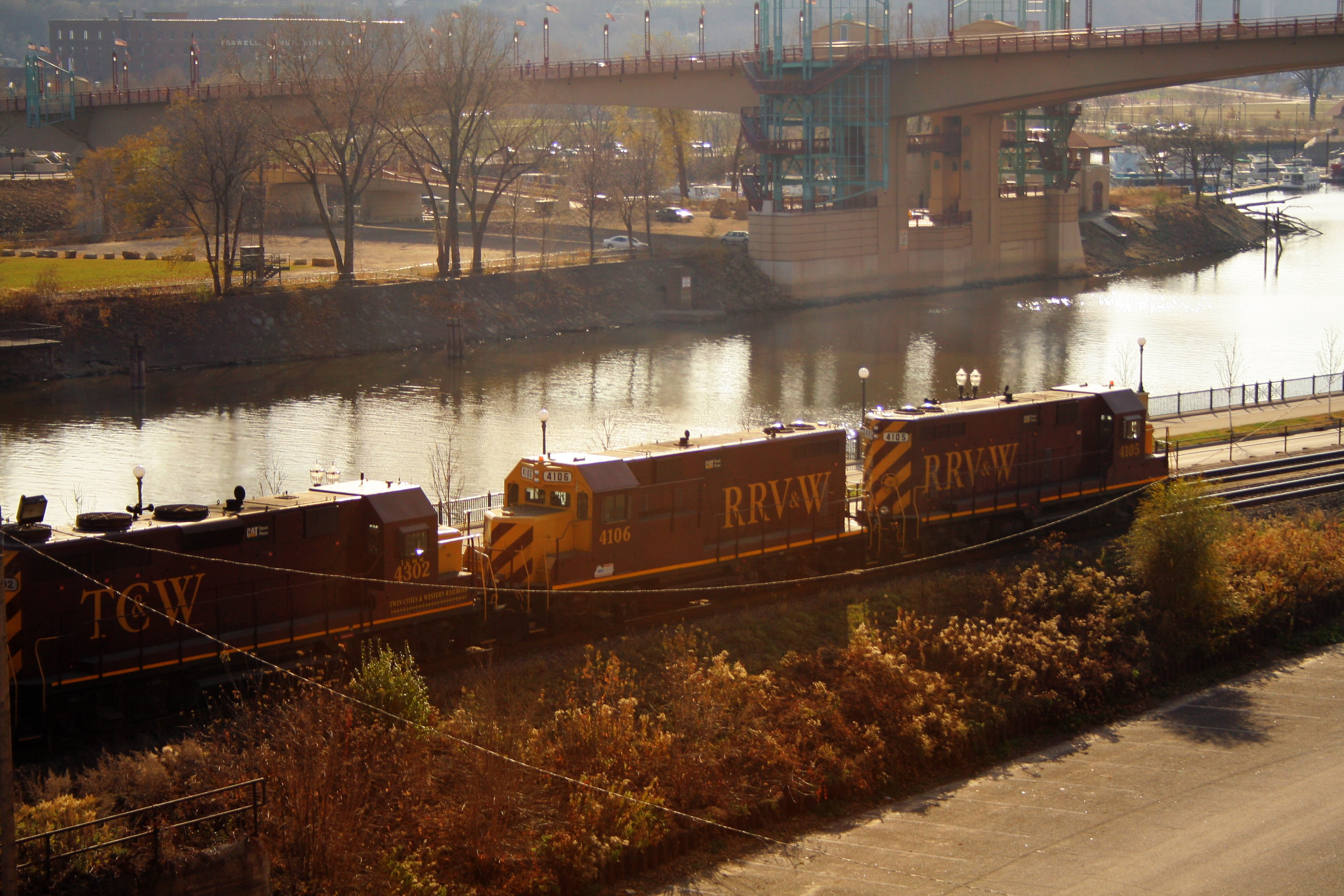
Dos GP15C en el Red River Valley and Western Railroad.

Hubo 40 unidades GP9M construidas incluidas en las 3.444 unidades para los ferrocarriles de Estados Unidos. Las GP9M fueron construidas con partes de otras viejas locomotoras EMD, tanto de las serie F o de las GP7 dañadas. El uso de partes de máquinas viejas causó que las GP9M tuvieran menor potencia que las GP9. Tenían 1010 MW (1350 hp) si el donante era una locomotora FT o una F2, y 1120 MW (1500 hp) si el donante era una locomotora F3, F7 o GP7.
Muchas GP9 reconstruidas permanecen hoy en servicio en ferrocarriles menores o en ferrocarriles industriales. Muchas permanece en servicio, reconstruidas, en algunos de los mayores ferrocarriles de clase 1, como locomotoras de maniobras. El Canadian Pacific Railway y el Canadian National Railway mantenían muchas unidades en sus flotas en el año 2007 como locomotoras de maniobras.
Varias GP9 fueron reconstruidas con motores CAT 3512 de 1120 MW (1500 hp) y re-clasificadas como GP15C.

## Compradores originales

### Locomotoras GP9 construidas por Electro-Motive Division, USA
| Ferrocarril                                                          | Cantidad | Numeración                                                                                  | Notas |
| -------------------------------------------------------------------- | -------- | ------------------------------------------------------------------------------------------- | --- |
| Electro-Motive Division (demostrador)                                | 1        | 7252                                                                                        | al Western Maryland 33 |
| Araraquara Railway, Brazil                                           | 5        | 1001–1005                                                                                   | |
| Atchison, Topeka and Santa Fe Railway                                | 52       | 700–751                                                                                     | |
| Baltimore and Ohio Railroad                                          | 194      | 675–696, 747–752, 3413–3425, 6447–6598, 6498 (2.ª)                                          | |
| Bangor and Aroostook Railroad                                        | 5        | 76–80                                                                                       | |
| Belt Railway of Chicago                                              | 3        | 471, 480–481                                                                                | la 471 es una GP9M |
| Boston and Maine Railroad                                            | 50       | 1700–1749                                                                                   | unidades remanentes al Guilford Rail System. Las últimas ocho GP9 están en el Pan Am Railways. |
| Butte, Anaconda and Pacific Railway                                  | 4        | 104–107                                                                                     | |
| Central of Georgia Railway                                           | 11       | 160–170                                                                                     | |
| Central Railroad of New Jersey                                       | 2        | 1531–1532                                                                                   | GP9M |
| Central Vermont Railway                                              | 18       | 4923–4927, 4547–4557, 4928–4929                                                             | |
| Chesapeake and Ohio Railway                                          | 363      | 5901–6263                                                                                   | |
| Chicago and Eastern Illinois Railroad                                | 8        | 221, 229, 233–238                                                                           | la 221 y 229 son GP9M |
| Chicago and North Western Railway                                    | 59       | 1711–1720, 1725–1773                                                                        | |
| Chicago, Burlington and Quincy Railroad                              | 20       | 270-289                                                                                     | |
| Chicago Great Western                                                | 1        | 120                                                                                         | GP9M |
| Chicago, Milwaukee, St. Paul and Pacific Railroad (“Milwaukee Road”) | 128      | 280–331, 2368–2443                                                                          | 2368–2443 renumeradas 200–279 (no en orden) |
| Chicago, Rock Island and Pacific Railroad                            | 21       | 1312–1332                                                                                   | |
| Clinchfield Railroad                                                 | 2        | 917–918                                                                                     | |
| Denver and Rio Grande Western Railroad                               | 24       | 5901–5904, 5911–5914, 5921–5924, 5931–5934, 5941–5944, 5951–5954                            | |
| Detroit, Toledo and Ironton Railroad                                 | 13       | 980–992                                                                                     | |
| Erie Railroad                                                        | 6        | 1260–1265                                                                                   | |
| Ferrocarriles Nacionales de México                                   | 10       | 6602, 7101–7107, 7101–7102 (2nd)                                                            | |
| Florida East Coast Railway                                           | 26       | 651–676                                                                                     | |
| Georgia Railroad                                                     | 3        | 1040–1042                                                                                   | |
| Grand Trunk Railway                                                  | 16       | 4442–4450, 4558–4559, 4902–4906                                                             | Grand Trunk Railway ha reconstruido las numeradas a partir del 4900 como GP9R y las renumeró a partir del 4600 con la trompa recortada. Algunas de las 4600 han sido vendidas, mientras que la mayoría permanece en el CN con esquema de pintura tanto del CN como del GT. |
| Grand Trunk Western Railroad                                         | 54       | 1751-1767, 4134–4139, 4539–4549, 4907–4922, 4930–4933                                       | |
| Great Northern Railway                                               | 95       | 656–734, 900–915                                                                            | las 900 son GP9M de 1350 hp, las 733-734 son GP9M de 1500 hp |
| Illinois Central Railroad                                            | 348      | 9000–9257, 9300–9389                                                                        | |
| Kansas City Southern Railway                                         | 4        | 162–165                                                                                     | la 162 es GP9M |
| Lehigh Valley Railroad                                               | 2        | 300–301                                                                                     | |
| Louisville and Nashville Railroad                                    | 32       | 437, 441–459, 511, 513, 515–522, 553–554                                                    | las 511 y 513 son GP9M |
| Meridian and Bigbee Railroad                                         | 1        | 102                                                                                         | |
| Midland Valley Railroad                                              | 2        | 152–153                                                                                     | GP9M |
| Minneapolis and St. Louis Railway                                    | 23       | 600–608, 700–713                                                                            | las 600 eran GP9M de 1350 hp |
| Minneapolis, St. Paul and Sault Ste. Marie Railroad (“Soo Line”)     | 24       | 400–414, 550–558                                                                            | las 400 son para trenes de carga, mientras que las 550 lo son para pasajeros |
| Soo Line (Wisconsin Central Railroad)                                | 21       | 2400–2413, 2550–2556                                                                        | las 2400 para cargas, las 2550 para pasajeros |
| Mississippi Export Railroad                                          | 1        | 60                                                                                          | |
| Missouri Pacific Railroad                                            | 40       | 4332–4371                                                                                   | |
| New York Central Railroad                                            | 160      | 5904–6028, 6041–6075                                                                        | |
| New York Central (Cleveland Union Terminal)                          | 4        | 5900–5903                                                                                   | |
| New York, Chicago and St. Louis Railroad (“Nickel Plate Road”)       | 107      | 448–485, 486–509, 510–529, 530–534, 800–814, 448 (2.ª), 482 (2.ª), 496–497 (2.ª), 503 (2.ª) | |
| New York, New Haven and Hartford Railroad                            | 30       | 1200–1229                                                                                   | |
| Norfolk and Western Railway                                          | 306      | 10–13, 506–521, 620–699, 714–914, 813 (2.ª), 817 (2.ª), 799–800 (2.ª), 805 (2.ª)            | |
| Northern Pacific Railway                                             | 176      | 200–375                                                                                     | al Burlington Northern. Algunas fueron reconstruidas al nivel de la GP28, denominadas GP28M |
| Pennsylvania Railroad                                                | 270      | 7000–7269                                                                                   | |
| Phelps Dodge Corporation (Morenci Mine)                              | 14       | 30–43                                                                                       | |
| Phelps Dodge (New Cornelia Branch Mine)                              | 3        | 21–23                                                                                       | |
| Seaboard Air Line Railroad                                           | 58       | 1798, 1801, 1900–1929, 1954–1979                                                            | la 1798 y la 1801 son GP9M |
| Southern Railway                                                     | 2        | 2500–2501                                                                                   | |
| Southern Railway (Cincinnati, New Orleans and Texas Pacific Railway  | 5        | 6245–6249                                                                                   | |
| Southern Railway (Georgia Southern and Florida Railway)              | 2        | 8214–8215                                                                                   | |
| Southern Railway (Live Oak, Perry and Gulf Railroad)                 | 2        | 302–303                                                                                     | |
| Southern Railway (New Orleans and Northeastern Railroad)             | 2        | 6898–6899                                                                                   | |
| Southern Pacific Company                                             | 255      | 5600–5719, 5730–5844, 5872–5891                                                             | |
| Southern Pacific (Texas and New Orleans Railroad)                    | 73       | 240–249, 280–283, 400–458                                                                   | |
| Southern Peru Copper Corporation                                     | 4        | 20–23                                                                                       | |
| Spokane, Portland and Seattle Railway                                | 6        | 150–155                                                                                     | las 150-153 tenían caldera de vapor; al BN entre 1975 y 1980 |
| St. Louis Southwestern Railway (“Cotton Belt”)                       | 12       | 820–831                                                                                     | |
| Texas and Pacific Railway                                            | 14       | 1131–1144                                                                                   | |
| Texas Mexican Railway                                                | 1        | 853                                                                                         | |
| Union Pacific Railroad                                               | 219      | 130–248, 250-299, 300–349                                                                   | |
| Venezuelan National Railways                                         | 6        | 001–006                                                                                     | |
| Wabash Railroad                                                      | 12       | 484–495                                                                                     | |
| Western Maryland Railway                                             | 20       | 25–32, 34–45                                                                                | |
| Western Pacific Railroad                                             | 8        | 725–732                                                                                     | |
| Western Railway of Alabama                                           | 2        | 530–531                                                                                     | |
| Winston-Salem Southbound Railway                                     | 4        | 1501–1504                                                                                   | 2 al Norfolk and Western Railway, 2 al Atlantic Coast Line Railroad |
| Total                                                                | 3469     |                                                                                             | |

### Locomotoras GP9 construidas por General Motors Diesel, Canadá
| Ferrocarril                             | Cantidad | Numeración                                                                                    | Notas                                               |
| --------------------------------------- | -------- | --------------------------------------------------------------------------------------------- | --------------------------------------------------- |
| Algoma Central Railway                  | 2        | 171–172                                                                                       | la última GP9 fabricada                             |
| Canadian National Railways              | 349      | 1724–1750, 2000–2024, 4100–4133, 4147–4156, 4228–4353, 4476–4538, 4560–4609, 4588–4601 (2.as) |                                                     |
| Canadian Pacific Railway                | 200      | 8483–8546, 8611–8708, 8801–8823, 8825-8839                                                    |                                                     |
| Quebec Cartier Mining                   | 9        | 1–9                                                                                           | Construidas con capó frontal bajo                   |
| Midland Railway Company of Manitoba     | 1        | 2                                                                                             | la número 2 al Burlington Northern Manitoba Limited |
| New York Central Railroad               | 12       | 6029–6040                                                                                     |                                                     |
| Northern Alberta Railways               | 10       | 201–210                                                                                       |                                                     |
| Ontario Northland Railway               | 6        | 1600–1605                                                                                     |                                                     |
| Quebec North Shore and Labrador Railway | 54       | 124–177                                                                                       |                                                     |
| Toronto, Hamilton and Buffalo Railway   | 3        | 401–403                                                                                       |                                                     |
| Total                                   | 646      |                                                                                               |                                                     |

### Locomotoras GP9B construidas por la Electro-Motive Division, USA
| Ferrocarril            | Cantidad | Numeración               | Notas |
| ---------------------- | -------- | ------------------------ | ----- |
| Pennsylvania Railroad  | 40       | 7175B–7204B, 7230B–7239B |       |
| Union Pacific Railroad | 125      | 130B–204B, 300B–349B     |       |
| Total                  | 165      |                          |       |

## Preservadas
Varias locomotoras GP9 han sido preservadas en varios museos de ferrocarriles y como "parques de locomotoras". La GP es muy popular entre los ferrocarriles de Línea Corta y aún pueden verse en los ferrocarriles más pequeños en Estados Unidos.
El Western Pacific Railroad Museum at Portola, California, tiene tres de estas unidades: la 725 y la 731 del Western Pacific Railroad, así como también la 2873 del Southern Pacific Railroad, que está pintada con el esquema de pintura mixto del Southern Pacific Santa Fe Railroad merger scheme. La SP 2873 es una popular locomotora en el programa del museo Marcha una Locomotora. Hay también una en exhibición en el Horseshoe Curve, del Pennsylvania Railroad N° 7048. No está en funcionamiento pero se mantiene en un tramo de vía. La 7048 reemplazó a la K4s Pacific número 1361, la que en 1986 fue retirada de la curva y reconstruida para arrastrar trenes turísticos.

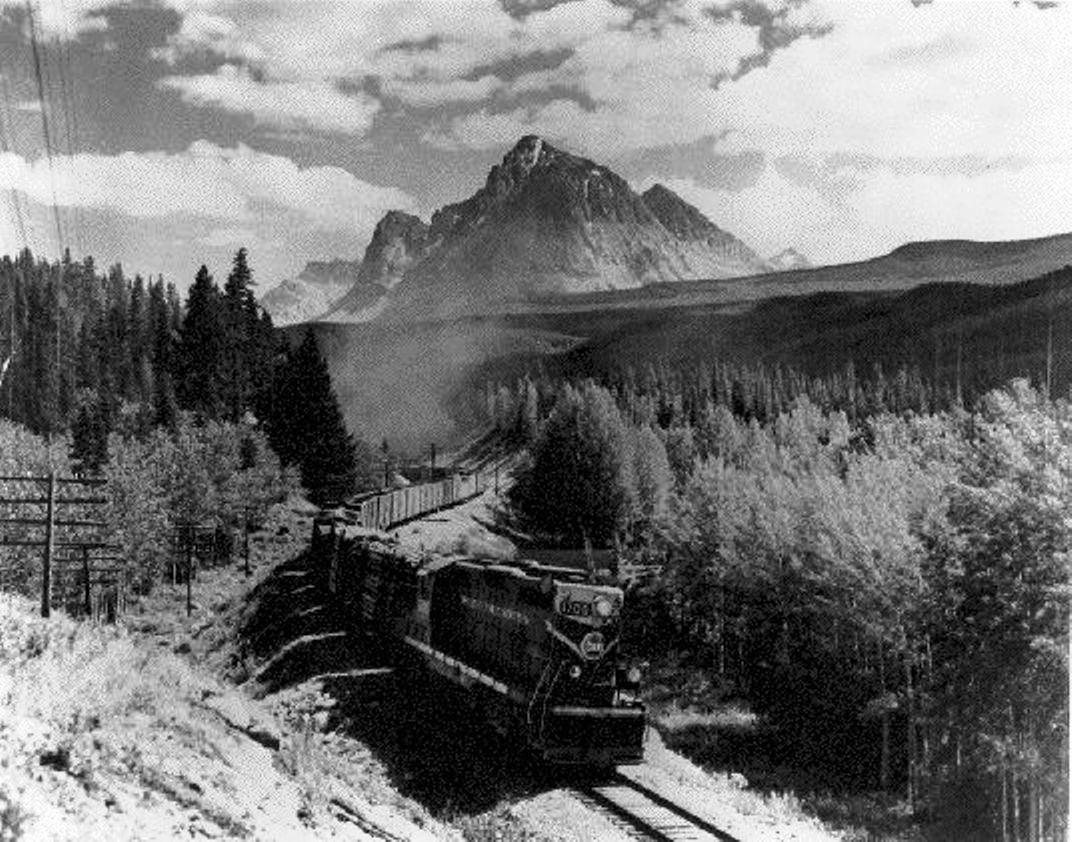
Una GP9 del CN arrastra un tren cuesta arriba en el Yellowhead Pass.
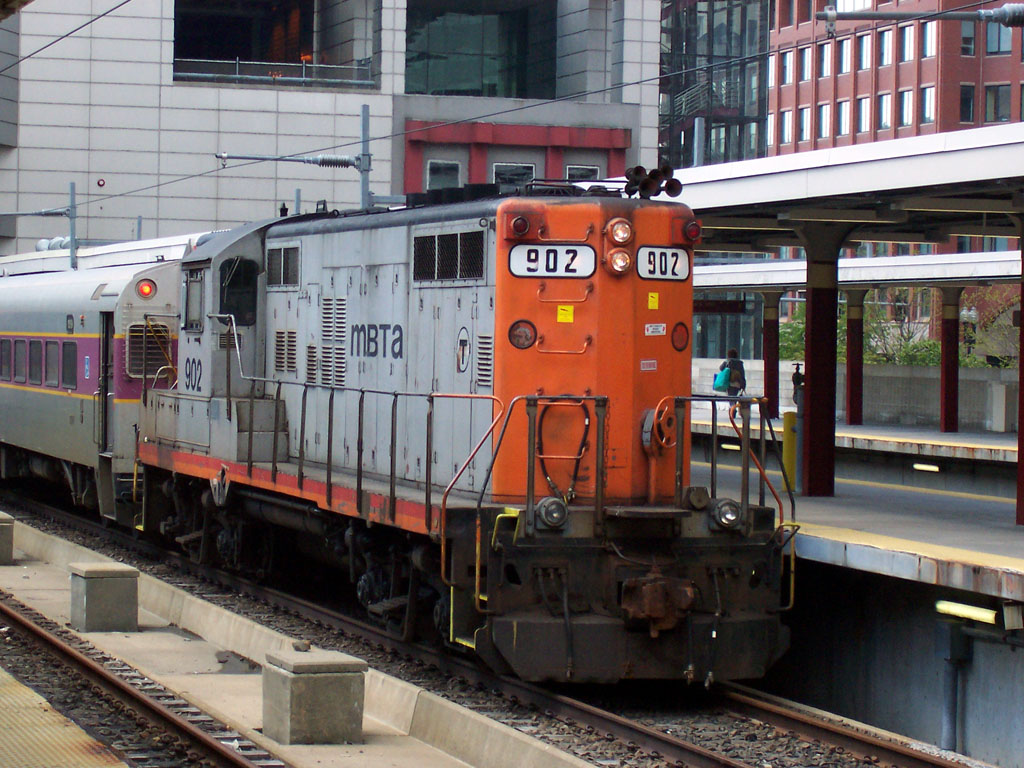
Una locomotora GP9 del MBTA, se mueve sin generar ganancias dentro de la South Station en Boston, Massachusetts.
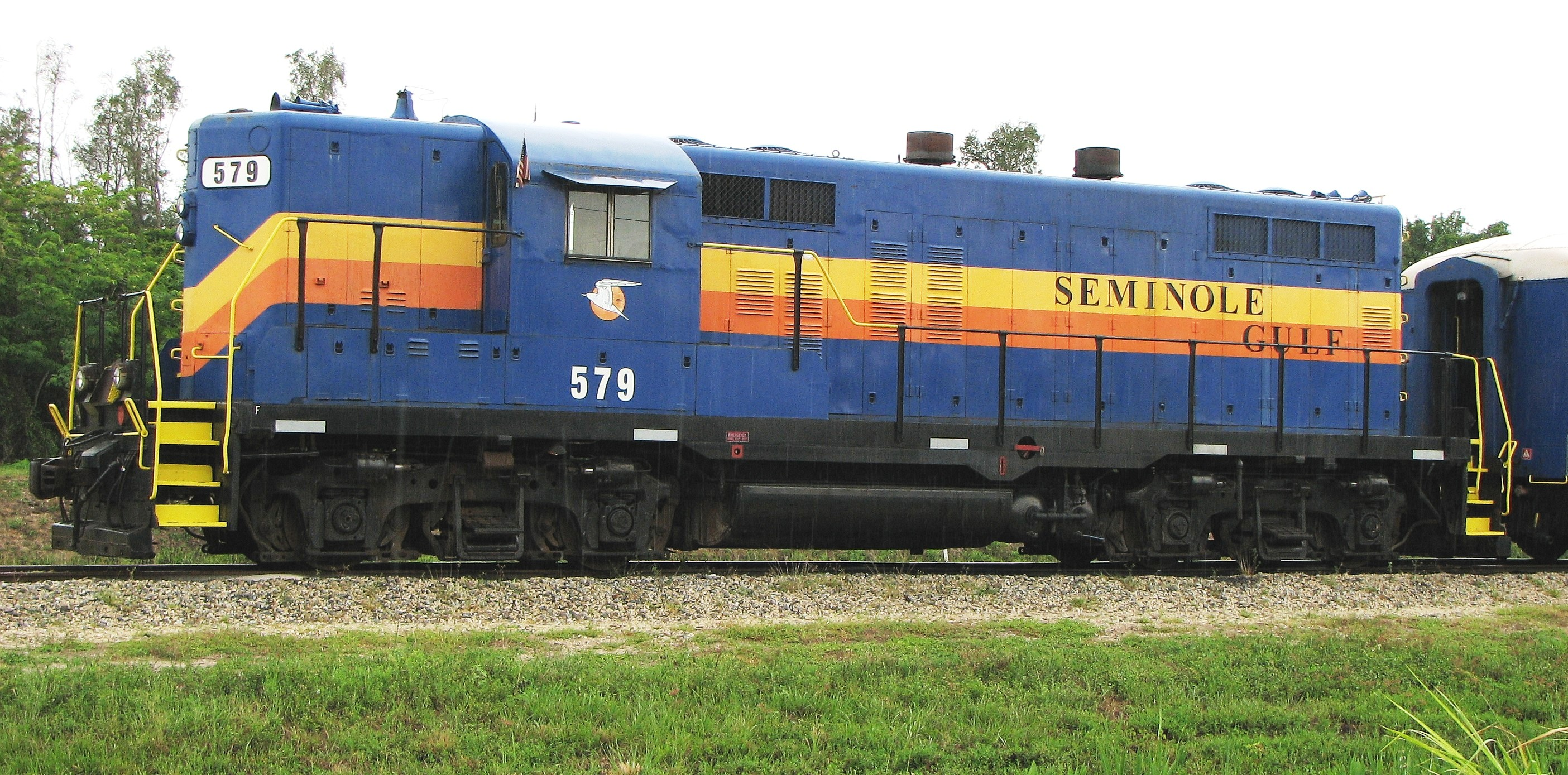
Una EMD GP9 modificada del Seminole Gulf Railway, Fort Myers, Florida.
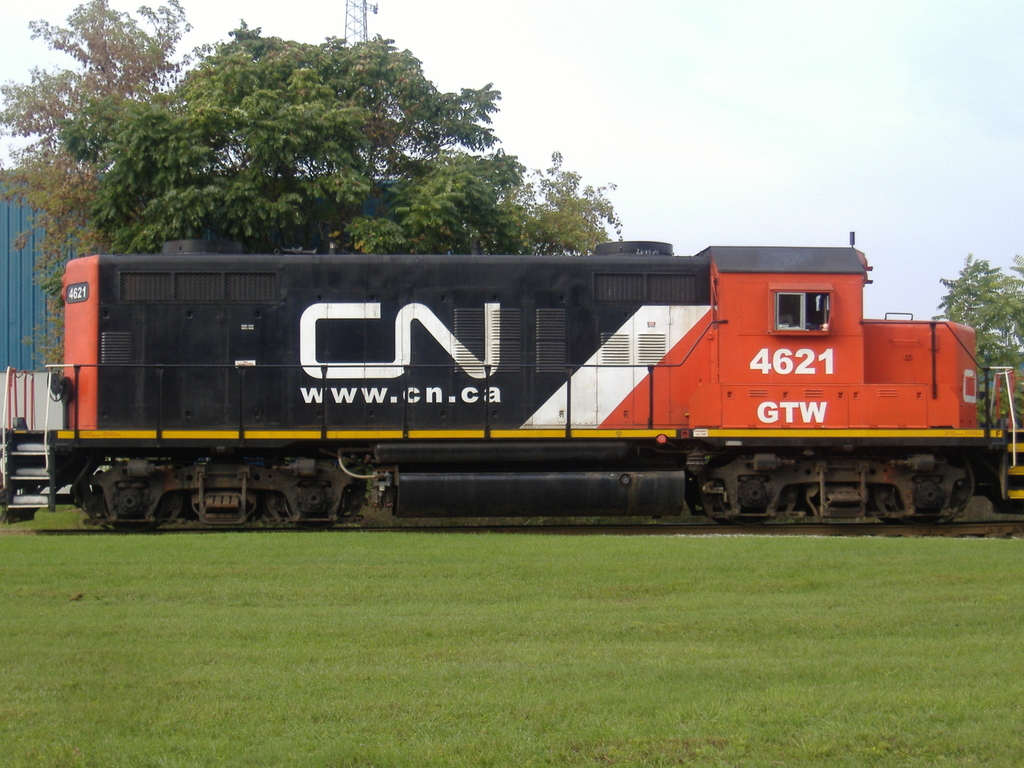
Esta GP9 recontruida GTW 4621 del CN esta asentada al frente del Cytec Industries en Kalamazoo, MI.
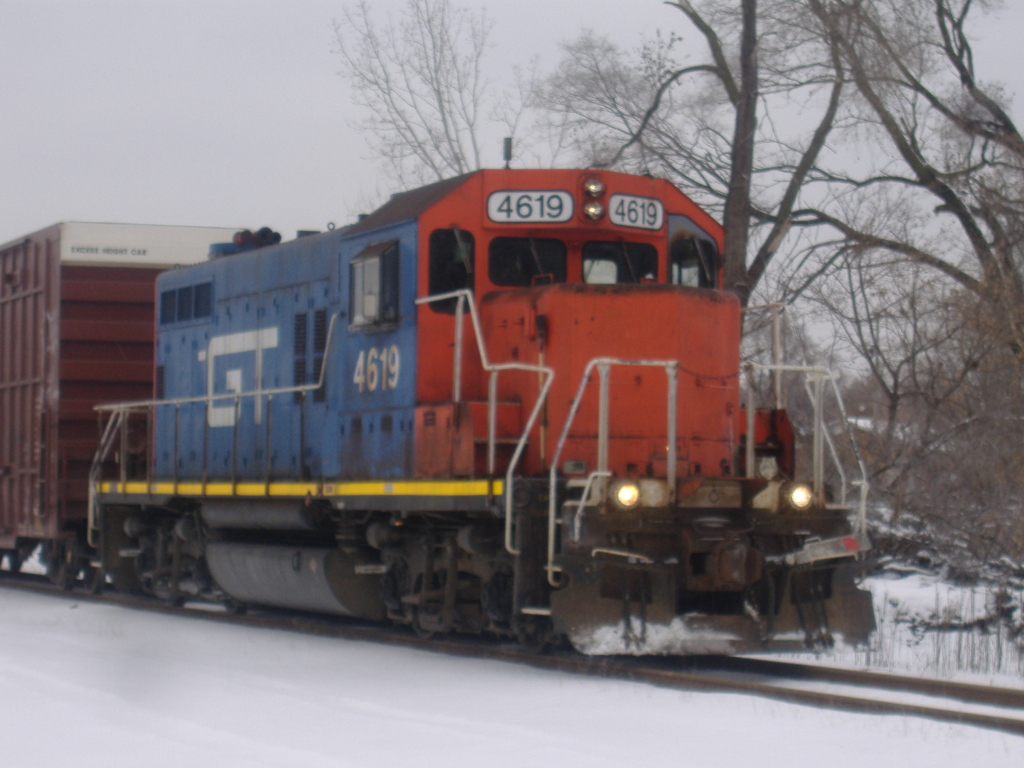
Esta GP9 reconstruida del GTW N° 4619 se dirige al sur por la vía Kalamazoo, en Kalamazoo, MI.
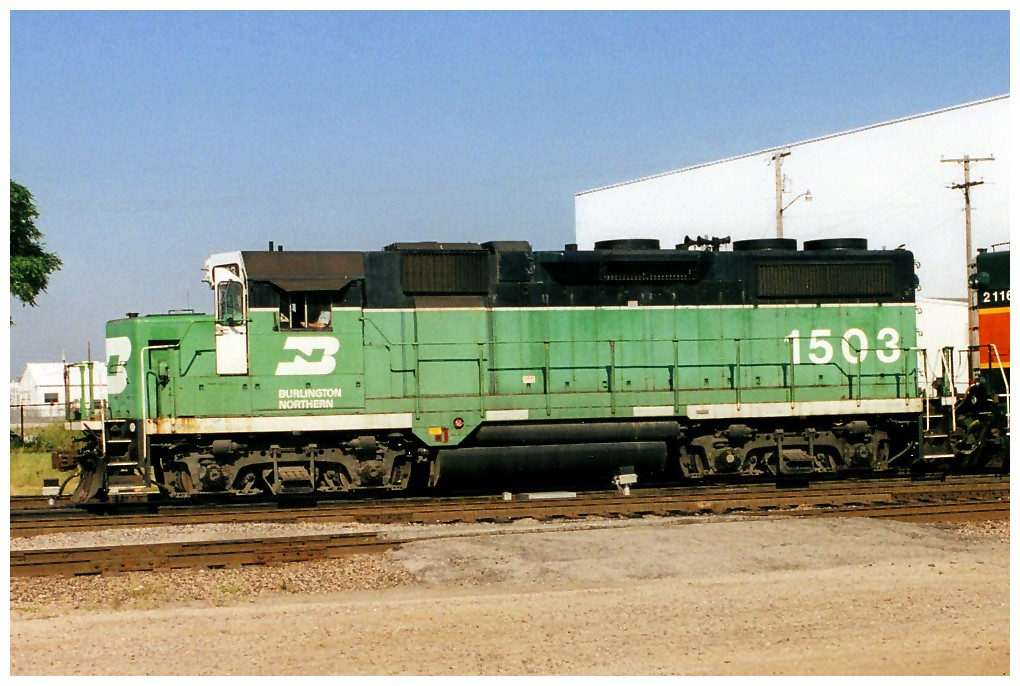
Un ejemplar de una BN GP28M reconstruida

## Actuales operadores
El Northwestern Pacific Railroad mantiene una GP9 ex-Burlington Northern para maniobras y mantenimiento de vía en California.
El ferrocarril Buffalo & Pittsburgh opera una GP9 ex N&W, ahora numerada 626; su base es la playa de maniobras de Bradford, PA.
El California Western Railroad, más conocido como el "Skunk Train", tiene tres GP9 en su flota.
A mediados de la década de 1980 y principios de la década de 1990 el Guilford Rail System comenzó a pintar y renumerar su flota de GP9 con el esquema de pintura del Guilford Transportation con el nombre del Springfield Terminal en un costado. En el 2006 el Guilford Rail System cambió su nombre a Pan Am Railways. Pan Am Railways mantiene en operación 8 de las 50 GP9 que tiene en su inventario, las restantes fueron deszguazadas o vendidas en las década de 1980, 1990 y 2000. Las últimas 8 GP9 se mantienen en uso en el Pan Am Railways, son las números 45, 51, 52, 54, 62, 71, 72 y 77. La 77 tiene el esquema de pintura Marrón y Oro del B&M para lo flota del Pan Am Railways Heritage. En un futuro Pan Am Railways pintará otras dos GP9, una con el esquema azulejo del B&M McGinnis y la otra con el esquema oro MEC harvest.